# سهمو جنوبی
سهمو جنوبی، روستایی در دهستان چاه‌مبارک بخش چاه‌مبارک شهرستان عسلویه در استان بوشهر ایران است.

## جمعیت
بر پایه سرشماری عمومی نفوس و مسکن در سال ۱۳۹۵، جمعیت این روستا برابر با ۱٬۲۲۵ نفر (۳۲۰ خانوار) بوده‌است.